# Fergus II Duibdedach
Fergus II Duibdedach („Czarnozęby”) – legendarny król Ulaidu z dynastii Dál Fiatach jako Fergus III Duibdedach w latach 250-254 oraz na wpół legendarny zwierzchni król Irlandii w latach 253-254. Syn Imchada, wnuka króla Ulaidu Ogamana, i Maoin (Moyne), córki arcykróla Conna Stu Bitew. 
Informacje o jego rządach z Emain Macha w Ulaidzie czerpiemy ze źródeł średniowiecznych, np. „Laud Misc. 610”, gdzie zanotowano na jego temat: "Fergus Dubdétach m[ac] Imchatha m[eic] Fi[nn]chatha .iiii. bl[iadna]" (fol. 107 b 10). Zastosowano w tekście abrewiację oraz zapisano małymi literami rzymską cyfrę IIII, oznaczającą cztery lata rządów. Błędnie umieszczono go na liście królów Ulaidu po Bressalu Breccie, zamiast po władcy imieniem Fiacha II Araide, eponimie konkurencyjnej dynastii Dál nAraidi.  Lista ta bowiem jest niezgodna z chronologią zwierzchnich królów irlandzkich. 
Po trzech latach rządów Fergus zdobył zwierzchni tron Irlandii, wykorzystując konflikt między arcykrólem Lugaidem VI MacConn a Cormacem Ulfadą. Ten bowiem wyganiając Lugaida z Tary, sam nie był w stanie zagarnąć tronu Irlandii. Fergus ze swymi dwoma braćmi, Fergusem Foltlebarem („Długowłosym”) i Fergusem Bot-fo-Bregaibem, zwanym Caisfiaclach („z Krzywymi Zębami”), wygonił Cormaca do Connachtu. Fergus, po roku panowania nad Irlandią, poległ w bitwie pod Crinna pokonany przez Cormaca, z ręki Lugaida Lagy, brata Oiliolla (Aililla) I Oluma, króla Munsteru. Tam także zginęli, koło Bregi, jego dwaj bracia o tym samym imieniu. Po śmierci Fergusa władza nad Irlandią przeszła na Cormaca Ulfadę, zaś nad Ulaidem na jego syna Aengusa II Finna, a nie na Eochaida Gonnata, rządzącego w późniejszych czasach.